# Amidou
Hamidou Benmessaoud (2 de agosto de 1935 - 19 de septiembre de 2013), más conocido como Amidou, fue un actor de cine, televisión y teatro franco-marroquí.

## Biografía
Nacido en Rabat, a los 17 años de edad se trasladó a París para asistir al Conservatoire national supérieur d'art dramatique. En 1968 hizo su debut en el escenario, en Les paravents, de Jean Genet.
Amidou es probablemente más conocido por su asociación con el director Claude Lelouch, con quien rodó once películas, entre ellas Le propre de l'homme (1960). Hizo su debut en una película marroquí en 1969, con el papel protagónico en Soleil de printemps, dirigido por Latif Lahlou. Su carrera incluye papeles en producciones estadounidenses, entre ellos Sorcerer, de William Friedkin, Ronin, de John Frankenheimer y Victory, de John Huston.
Amidou murió el 19 de septiembre de 2013 en París, Francia, a causa de una enfermedad.